# Капустинці (ґміна)
Гміна Капустинці (пол. Gmina Kapuścińce) — колишня (1934—1939 рр.) сільська гміна Збаразького повіту Тарнопольського воєводства Польської республіки (1918—1939) рр. Центром гміни було село Капустинці.
До складу гміни входили сільські громади: Капустинці, Красносільці, Розношинці, Синягівка, Синява, Зарудечко. Налічувалось 895 житлових будинків. 

17 січня 1940 року ґміна ліквідована у зв’язку з утворенням Збаразького району.